# Ivo Lubas
Ivo Lubas (* 8. září 1949) je bývalý český fotbalista, útočník, záložník a obránce.

## Fotbalová kariéra
V lize hrál za Spartak Hradec Králové a Slavii Praha. V lize odehrál 207 utkání a dal 26 gólů. V Poháru UEFA nastoupil ve 2 utkáních. Začínal jako útočník, postupně se přesunul až na pozici levého obránce. Za Slávii odehrál celkem 470 utkání. V nižších soutěžích hrál i za ||Vagónku Česká Lípa.

## Ligová bilance
| Ročník                                   | Zápasy | Góly | Klub                   |
| ---------------------------------------- | ------ | ---- | ---------------------- |
| 1. československá fotbalová liga 1972/73 | 28     | 8    | Spartak Hradec Králové |
| 2. československá fotbalová liga 1973/74 | -      | -    | Spartak Hradec Králové |
| 1. československá fotbalová liga 1974/75 | 15     | 2    | Slavia Praha           |
| 1. československá fotbalová liga 1975/76 | 30     | 3    | Slavia Praha           |
| 1. československá fotbalová liga 1976/77 | 26     | 4    | Slavia Praha           |
| 1. československá fotbalová liga 1977/78 | 20     | 2    | Slavia Praha           |
| 1. československá fotbalová liga 1978/79 | 27     | 3    | Slavia Praha           |
| 1. československá fotbalová liga 1979/80 | 13     | 1    | Slavia Praha           |
| 1. československá fotbalová liga 1980/81 | 19     | 1    | Slavia Praha           |
| 1. československá fotbalová liga 1981/82 | 10     | 1    | Slavia Praha           |
| 1. československá fotbalová liga 1982/83 | 19     | 1    | Slavia Praha           |
| Česká národní fotbalová liga 1982/83     | 9      | 3    | Spartak Hradec Králové |
| Česká národní fotbalová liga 1983/84     | 8      | 0    | Vagónka Česká Lípa     |
| CELKEM 1. liga                           | 207    | 26   |                        |

## Funkcionářská kariéra
Vystudoval práva. Po skončení aktivní kariéry pokračoval ve Slávii jako funkcionář. Od roku 1993 pracuje jako funkcionář fotbalového svazu. Dlouholetý šéf profesionálních fotbalových soutěží.